# Aurora Bautista
Aurora Bautista Zúmel (Villanueva de los Infantes, 15 ottobre 1925 – Madrid, 27 agosto 2012) è stata un'attrice spagnola.

## Biografia
Passa l'infanzia a Madrid ma a causa della guerra civile il padre viene condannato a morte per aver collaborato con la seconda repubblica e la famiglia si trasferisce a Barcellona.
Debutta a teatro nel 1944 e l'anno successivo torna nella capitale dove prende parte a diversi lavori del repertorio classico. Viene notata dal regista Juan de Orduña che nel 1948 le affida la parte protagonista del dramma in costume Giovanna la pazza che fu un enorme successo in patria e all'estero tanto che Cifesa, la maggiore casa cinematografica del periodo le offre un contratto in esclusiva. I film successivi la videro ancora interpretare ruoli storici in produzioni fortemente volute dal regime franchista, ma ebbe modo di lavorare anche nel cinema d'autore.
Ricordata in Italia per aver interpretato il ruolo di Elena, la consorte di Alberto Sordi nel film Il marito, negli anni sessanta si trasferisce in Messico, ma la sua stella diventa meno brillante, anche se continua a lavorare con successo a teatro.

## Filmografia

### Cinema
- Giovanna la pazza (Locura de amor), regia di Juan de Orduña (1948)
- Figli traditi (Pequeñeces...), regia di Juan de Orduña (1950)
- La pantera di Castiglia (Agustina de Aragón), regia di Juan de Orduña (1950)
- El curioso impertinente, regia di Flavio Calzavara (1953)
- Condenados, regia di Manuel Mur Oti (1953)
- La gata, regia di Margarita Alexandre e Rafael María Torrecilla (1956)
- Il marito, regia di Nanni Loy e Gianni Puccini (1957)
- L'avventuriero dei due mondi (Sonatas), regia di Juan Antonio Bardem (1959)
- Diabólico asesino, regia di Tulio Demicheli (1959)[1]
- Hay alguien detrás de la puerta, regia di Tulio Demicheli (1961)
- Teresa de Jesús, regia di Juan de Orduña (1962)
- Las ratas, regia di Luis Saslavsky (1963)
- Zia Tula (La tía Tula), regia di Miguel Picazo (1964)
- Degueyo, regia di Giuseppe Vari (1966)
- Anch'io ho il diritto di nascere (El derecho de nacer), regia di Tito Davison (1966)
- 20.000 dollari sul 7, regia di Alberto Cardone (1967)
- Ad uno ad uno... spietatamente (Uno a uno sin piedad), regia di Rafael Romero Marchent (1968)
- Colpo di stato, regia di Luciano Salce (1969)
- Le 10 meraviglie dell'amore, regia di Sergio Bergonzelli e Theo Maria Werner (1969)
- La bambola di Satana, regia di Ferruccio Casapinta (1969)
- La legge dei gangsters, regia di Siro Marcellini (1969)
- Pepa Doncel, regia di Luis Lucia (1969)
- Una candela per il diavolo (Una vela para el diablo), regia di Eugenio Martín (1973)
- Los pasajeros, regia di José Antonio Barrero (1975)
- El mirón, regia di José Ramón Larraz (1977)
- Extramuros, regia di Miguel Picazo (1985)
- Divine parole (Divinas palabras), regia di José Luis García Sánchez (1987)
- El polizón del Ulises, regia di Javier Aguirre (1987)
- Svegliati, che non è poco (Amanece, que no es poco), regia di José Luis Cuerda (1988)
- Hermana, pero ¿qué has hecho?, regia di Pedro Masó (1995)
- Adiós con el corazón, regia di José Luis García Sánchez (2000)
- Octavia, regia di Basilio Martín Patino (2002)
- Tiovivo c. 1950, regia di José Luis Garci (2004)

### Televisione
- Cristoforo Colombo (Cristóbal Colón), regia di Vittorio Cottafavi - miniserie TV (1968)
- Homenaje a Lorca - serie TV, episodio 1x01 (1985)
- El olivar de Atocha - serie TV, episodio 1x01-1x02-1x03 (1989)
- Brigada central II: La guerra blanca - serie TV, episodio 1x01 (1992)
- Paraíso - serie TV, episodio 3x10 (2002)